# Platycleis capitata
Platycleis capitata är en insektsart som beskrevs av Boris Petrovich Uvarov 1917. Platycleis capitata ingår i släktet Platycleis och familjen vårtbitare. Inga underarter finns listade i Catalogue of Life.